# Jastrzębie-Zdrój
Jastrzębie-Zdrój é um município da Polônia, na voivodia da Silésia. Estende-se por uma área de 85,33 km², com 89 590 habitantes, segundo os censos de 2017, com uma densidade de 1049,9 hab/km².

## Esportes
- GKS 1962 Jastrzębie - Clube profissional polonês de futebol (4.ª Liga)
- Jastrzębski Węgiel - Clube de voleibol do Campeonato Polonês de Voleibol Masculino